# Under the Influence (Status Quo)
Under the Influence è il 23° album di studio inciso dalla rock band inglese Status Quo, uscito per la prima volta nel marzo del 1999.

## Il disco
Sonorità ruvide, testi ironici, energici riff di chitarra e qualche tocco di hammond e armonica a bocca, connotano questo Under the Influence, ulteriore espressione dell'imperituro boogie-woogie offerto sin dai primi anni settanta dalla band capitanata da Francis Rossi.
Il disco viene pubblicato dopo la firma di un nuovo contratto con l'etichetta Eagle Records, ma viene appoggiato da uno scarso sostegno sotto il profilo promozionale e in Inghilterra si ferma al n. 26 delle classifiche.
Tra i brani, spiccano l'hard blues iniziale di Twenty Wild Horses, gli assolo di chitarra di Shine on e le dolci melodie di Little White Lies.

## Tracce
1. Twenty Wild Horses* - 5:00 - (Rossi/Frost)
2. Under the Influence - 4:03 - (Rossi/Frost)
3. Round and Round - 3:25 - (Bown/Edwards)
4. Shine on - 4:49 - (Parfitt/Edwards)
5. Little White Lies* - 4:20 - (Parfitt)
6. Keep ‘Em Coming - 3:26 - (Bown)
7. Little Me and You - 3:49 - (Bown)
8. Making Waves - 3:56 - (Rossi/Frost)
9. Blessed Are the Meek - 4:19 - (Rossi/Frost)
10. Roll the Dice - 4:05 - (Rossi/Frost)
11. Not Fade Away - 3:09 - (Petty/Hardin)
12. The Way It Goes* - 4:02 - (Rossi/Frost)

### Tracce bonus per l'edizione Foreign
1. Sea Cruise - 3:11 - (Huey Smith)
2. I Knew The Bride - 3:32 - (Nick Lowe)
3. Pictures Of Matchstick Men - 3:26 - (F. Rossi)

(Singoli)*

## Formazione
- Francis Rossi (chitarra solista, voce)
- Andy Bown (tastiere)
- Rick Parfitt (chitarra ritmica, voce)
- John 'Rhino' Edwards (basso, voce)
- Jeff Rich (percussioni)

## Altri musicisti
- Bernie Frost (cori)